# Концептуальное смешение
Концептуальная интеграция или концептуальное смешение рассматривается как теория познания, согласно которой элементы различных областей смешиваются, в результате чего происходит смешение ментальных пространств в подсознании человека. Эта теория, предложенная Жилем Фоконье (Gilles Fauconnier) и Марком Тернером (Mark Turner 1993, 1998), предоставила новые возможности исследования для следующих теорий: теории метафоры, теории аналогии, концептуальной комбинации, грамматикализации, теории решения абстрактных задач и многих других.

## Различные подходы в изучении метафоры, её развитие и предпосылки возникновения. Теории Ж. Фоконье и М. Тернера
Большинство работ, так или иначе, затрагивающих тему концептуального смешения, тесно связаны с теорией метафоры, которую, в частности, развивали Ж. Фоконье и М. Тернер. Современная теория метафоры, представленная в американской лингвистике Дж. Лакоффом (Lacoff 1980, 1991, 1992), основывается на когнитивном подходе к изучению метафоры. Метафора представляется фактом мышления, концептуализирующим нашу картину мира, а не чисто лингвистическим явлением. (1) Как известно, традиционная модель метафоры представляет собой двухпространственную структуру, в которой первое пространство несет метафорическое описание, то есть «источник» (source), а второе — отражается метафорой (target). Эта модель имела широкое распространение и была основой для различных теорий, развитием которых занимались такие ученые как А. А. Ричардс (2), М. Блэк, (3) А. Кестлер (4), Лакофф и Джонсон (5). Несовершенство двухпространственной модели состояло в том, что заключенные в ней два пространства не всегда давали возможность конструирования и интерпретации метафоры на основе действительных знаний о мире. В связи с этим, при интеграции затрагивались соседние метафоры, используемые в качестве соединительных между пространствами. В итоге, выявлялось новое концептуальное пространство, которое получалось в результате интеграции источника и цели, то есть, не укладывалось в замкнутость двухпространственной модели.
Лингвистическая теория метафоры, основой которой служит определение, рассматривающее метафору как «троп или механизм речи, состоящий в употреблении слова, обозначающего некоторый класс предметов, явлений и т. п., служащий для характеризации или наименования объекта, входящего в другой класс, либо наименования другого класса объектов, аналогичных данному в каком-либо отношении»(6), относится к временам Аристотеля. Термин метафора (от греческого μεταφορά), означающий «перенос», (7) «перемещение», «вращение», был введен Аристотелем согласно его пониманию искусства как подражания жизни. В его «Поэтике» мы впервые сталкиваемся с теорией метафоры, которая представляет собой теорию иерархических типов. «Переносное слово — (metaphora) это несвойственное имя, перенесенное с рода на вид, или с вида на вид».(8) В результате, основа метафорического переноса, внутри одной категории (род-вид, вид-род, вид-вид, род к элементу рода, основываясь на пропорции) — подобие между двумя предметами. Такое определение заложило прочную основу классического определения метафоры как переноса имени одного предмета или явления на другой предмет или явление на основе сходства между ними. Конечно, Аристотелевская иерархия типов охватывает не все значимые явления метафоры, такие как её происхождение, (9) которые будут играть основную роль для «многопространственной модели» (many-space model) (10) метафоры. Двухпространственная структура, которую мы здесь видим, не рассматривается в качестве существенной части человеческой коммуникации, здесь она служит для достижения большей выразительности сказанного или написанного.
Важно отметить, что данная модель достаточно долгое время не подвергалась существенным изменениям. Она развивалась, и в 1930-е годы английский лингвист А. А. Ричардс (11) предложил использовать следующие слова для обозначения составляющих метафоры: «содержание, смысл» (tenor) и «оболочка, образ» (vehicle), то есть, для обозначения двух «мыслей», которые, согласно его взглядам, «действуют вместе».(12) Исследования Айвора Ричардса частично отражены в работах Макса Блэка, (13) который разработал так называемый «интеракционный подход». В основании данного подхода лежит утверждение, что метафора — это органичный феномен языка, который действует на более глубоких уровнях, чем уровень словесных комбинаций, и проявляется во взаимодействиях (интеракциях) концептуальных структур, лежащих в основе слов.
Поясним, что концептуальная интеракция, которую вводит Блэк, это своего рода концептуальное комбинирование, с разницей в том, что при комбинировании изначальное значение концептов в новой структуре не изменяется, тогда как при концептуальной интеракции значение первоначальных концептов изменяется. Конечная метафора — больше, чем просто комбинация, она концептуально приближает и изменяет свои компоненты. Интеракция вызывает обмен предикатами — ассоциациями между двумя данными концептами.
Модель Блэка строится непосредственно на самой метафоре, что затрудняет конкретизацию отдельных предикатов. Его «интеракционная теория» подводит нас к снятию с метафоры риторического контекста.
Как было отмечено ранее, Дж. Лакофф и Марк Джонсон подчеркивают когнитивную роль метафоры, критикуя основное традиционное направление лингвистических исследований. Дж. Лакофф не находит принципиального различия между метафоризацией обыденного и поэтического языка, придавая метафоре в действительности значимую роль.
В данной теории главный тезис заключен в том, что метафоры помогают нам в процессе мышления, выстраивают определенные эмпирические границы, благодаря которым мы начинаем понимать новые абстрактные концепты. «Суть метафоры — это понимание и переживание сущности одного вида в терминах другого вида».(14) Благодаря тому, что происходит смешение метафор, лежащих в основе мыслительной деятельности, формируется когнитивная карта, которая, в свою очередь, представляет собой сеть концептов. Эта сеть организована таким образом, чтобы абстрактные концепты закрепились в нашем опыте и в отношениях с внешним миром. При описании и конструировании наблюдаемого мира и построении когнитивной карты используется следующая терминология: структура цели (target domain), структура источника (sourсе domain), когнитивное отображение (cognitive mapping).(15) Основным в данной концепции являются не слова и выражения, а онтологическая отображение концептуальных миров (ontological mapping across conceptual domain). Метафора как факт языка, риторическая сторона, представляется вторичной по отношению к метафоре как факту мышления, как части семантической системы, как метафоре в когнитивном аспекте.
В своей работе Лакофф и Джонсон критикуют традиционные теории в том, что они принимают «базовые концепты за неразложимые далее примитивы».(16) Они считают, что не все «примитивы», которые считаются элементарными «строительными кирпичиками» значения, считаются неразложимыми. Они приводят пример концепта «причинность», утверждая, что причинность, считаясь «базовой категорией человеческого мышления» «не должна считаться неразложимым далее примитивом».(17) В итоге Лакофф и Джонсон предлагают свою концепцию, согласно которой «причинность представляет собой эмпирический гештальт».(18) Само понимание этой причинности должно восприниматься как кластер, который в свою очередь состоит из других компонентов. Гештальт (19) — целое, кластер — составляющие части. В свете это концепции они используют термин «прототипический».(20) В категории мы можем выявить «прототипических» представителей категории и «непрототипических» — косвенных, которые являются не самыми яркими представителями семейства. Так, например, форель — рыба, это, «прототипический» член своего семейства, а вот акула — не такой характерный представитель класса рыб.(21) Здесь важную роль играет наше восприятие и отношение к той или иной группе определенного представителя. Это в первую очередь зависит от нашего знания о мире и о том, как мы концептуализируем окружающую нас действительность.
Основная роль метафоры в данном когнитивном процессе — расширить применение существующей категории. Каждая категория создается относительно нашего опыта о мире, и создается модель с конкретной областью применения. Метафора меняет и добавляет новые категории, подвергая концепты новому классифицированию. Это способствует расширению границ прежних концептов, выявляются новые пространственные категории.
Подводя итог сказанному, мы можем сделать следующий вывод: теория метафоры, представляющая собой двухмерную структуру, в рамках лингвистического учения в свете трехмерной структуры приобрела статус когнитивной. Теория «многопространственной» структуры, речь о которой пойдет далее, явилась логическим продолжением в развитии метафоры.

## «Многопространственная» модель (many-space model)
«Многопространственная» модель (22) (many-space model) метафоры и концептуальной проекции, представленная в теории концептуальной интеграции Жилем. Фоконье и М. Тернером — качественный скачок в развитии теории метафоры. Эта модель состоит из двух и более элементов, ментальных миров, которые интегрируются в новое ментальное пространство. Исходя из имеющихся входных пространств (source-input space 1 and target — input space 2) и дополнительно введенным Жилем Фоконье и Марком Тернером родовым пространством (generic space), при смешении мы получаем новое — выходное пространство или смешанное пространство (blended space). Родовое пространство содержит фоновые, базовые знания, которые являются общими для обоих входных пространств, а также и для полученного пространства. Это своего рода координирующее пространство, приводящее входные пространства в структурное соответствие, которое, в свою очередь, состоит в таком проецировании концептуальных структур (input1→ input2), при наличии которого происходит структурное выравнивание объектов имеющихся пространств. В результате мы оперируем не двумя, а четырьмя и более пространствами, которые впоследствии мы можем проецировать и смешивать, а также добавлять к ним дополнительные входные пространства.
Схема концептуальной интеграции выглядит следующим образом: два входных пространства — источник-цель, эти пространства комбинируются посредством некоторого структурного отображения, и производят еще одно, независимое и новое смешанное пространство, несущее результирующую интегрированную структуру. Как и упоминалось ранее, здесь присутствует родовое пространство, под действием которого происходит интеграция из первого и второго входных пространств в выходное смешанное пространство. Как видно на рисунке, родовое пространство — своеобразный центр равновесия, контролирующий точность интеграции. Точки и сплошные линии — объекты каждого пространства и отношения между ними, пунктирные — отображения между сущностями пространств. Прежде чем перейти к рассмотрению метафор, рассмотрим основные процессы смешения.
По мнению Дж. Гради, Т. Оклея и С. Коулзен (Joseph E. Grady ,Т. Oakley. Seana Coulson. Blending and Metaphor), в процессе интеграции и последующего смешения происходят следующие три действия: «композиция» («composition»), «завершение» («completion») и «развитие» («elaboration»).(23) Первое, что происходит — композиция, которая позволяет проектировку содержаний из источника к цели и в выходное пространство. Здесь важно отметить, что в этот процесс вовлечены личностное понимание и ассоциирование, которыми управляет субъект. Завершение — процесс, в результате которого полученное смешанное выходное пространство, а именно структура, спроектированная от источника и цели, соотносится с информацией в долгосрочной памяти. И развитие — последующие мысленное моделирование и развитие смешанного концепта. После того, как устанавливаются связи с долгосрочным знанием о данном смешении, мы можем развивать и строить дальнейшие возможные пространственные модели по различным траекториям, основываясь на условиях оптимальности, отмеченными Ж. Фоконье и М. Тернером.(24)
Для правильного использования модели концептуальной интеграции, в отличие от интеграции сложных многопространственных метафорических структур, необходимо соблюдать определенные условия.
«Интеграционное условие» (Integration) предполагает, что смешиваемые структуры могут легко представляться в виде единого концепта.
«Наличие сетей» (Web) важно для неразрывной связи между смешанным пространством и его входным.
«Расшифровка» (Unpacking) требуется для того, чтобы реконструировать сеть пространств, из которых была произведена интеграции.
«Топология» (Topology). Топологическое условия требуют, чтобы схожее смешивалось со схожим, то есть соответствующие друг другу смешиваемые объекты структур соотносились с другими объектами своих пространств сходным образом, что обеспечивает семантическую законность интеграции.
«Полезность» (Good Reason) — полученный концепт, в результате интеграции, должен иметь достаточное значение, в связи с другими концептами в пространствах.
В своей работе Ж. Фоконье и М. Тернер разбирают ряд устоявшихся метафор, таких как «ученый-жрец», «смерть — беспощадный жнец», «хирург — мясник», «если бы Клинтон был „Титаником“» (25) и другие.
«ученый — жрец»
Чтобы привести в соответствия интегрирующие пространства, мы должны спроецировать лабораторию на храм, стол ученого на алтарь, а научный метод на религиозное свидетельство.
«смерть — беспощадный жнец»
В данном примере, родовое пространство служит уравнителем для метафизического концепта — смерть, и физического концепта — жнец. В результате интеграции образуется новое, смешанное пространство, в которое спроектированы элементы входных пространств. Жнец в концепте сбора урожая проецируется далее как «смерть с косой». Главное орудие жнеца — коса, с помощью которой он косит траву, жатва проецируется на смерть. В результате интеграции произошло смещение с концепта жнец на его орудие — косу. При этом целая метафора «смерть с косой» стала одушевленной за счет опушенного здесь жнеца. Его заменил концепт «коса», чье родовое пространство включает в себя и жнеца, и жатву.

## «Этот хирург — мясник»
«Этот хирург — мясник».
Здесь утверждается, что данный хирург действует как мясник, то есть идет следующая интеграция. Пространство скотобойни проецируется на пространство хирургии, мясника — на хирурга; животного — на человека; товара — на пациента, мясного ножа — на скальпель, разделочной доски — на хирургический стол.
Это метафорическое утверждение имеет отрицательную коннотацию и обозначает определенное сомнение в компетентности врача. Как было отмечено ранее, первоначально происходит проецирование исходного пространства и сопутствующих объектов мясника на пространство хирурга, но данная интеграция еще не означает того, что хирург — не профессионал, ведь профессия мясника, может и ниже по общественному статусу, но не влияет на профессионализм последнего.
От входного пространства — цели (target — input space2), структурированного областью хирургии, наследуются субъективные специфические качества человека, в частности, хирурга, и детали и объекты его рабочей зоны. От входного пространства — источника (source-input space1), пространства скотобойни, мы берем концепт мясника, включающий в себя наше представления о роли мясника и его поведение. Родовое пространство, объединяющее два этих концепта — не качество, а процесс действии двух «профессионалов», а именно, выполнение процедуры на некотором существе при помощи острого инструмента.
Помимо наследования частичной структуры от каждого входного пространства, интеграционный концепт развивает собственное содержание в процессе компоновки, которое следует из сопоставления структур входных пространств. В частности, конечная задача мясника становится несовместимой с конечными целями хирурга. У мясника — разделать животное, у хирурга — вылечить пациента. В смешанном же новом пространстве средства мясника были объединены с людьми и пространством хирургии, что показало отрицательность мясника, и, в итоге, грубую работу данного хирурга. Понятие некомпетентности не проектируется из источника. Здесь важную роль играет выбор исходного изображения, так как выбор этого изображения и интерпретации зависит от контраста между хирургом и мясником, а также в данном случае задействована идеализированная когнитивная модель в нашем восприятии этих профессий.
Ранее отмеченные процессы «компоновки», «заключения» и «разработки» представим на следующем примере.
«Компоновка» и представление, следующие из процесса интеграции, не обязательно должны быть реалистичными. Конечно, невозможно представить, что мяснику доверили бы пациента, но мы можем с легкостью конструировать данный концепт. При завершении мысленного помещения мясника в его рабочую зону, мы заканчиваем вводить понятие некомпетентности или преступного намерения последнего в данных пространствах. Мы заканчиваем наш сценарий происходящего, вводя новую особенность человека, побужденного сопоставлением элементов смешиваемых пространств. Разработка, зависящая от нашей умственной работы, продолжает сценарий с мясником по различным траекториям. Мы можем вообразить различные последующие сценарии, такие, например, как изображение хирурга, который разрубает пациента, либо мясника который аккуратно заспиртовывает отдельные члены животного.